# Власис Расијас
Власис Расијас (грч. Βλάσης Γ. Ρασσιάς; 22. април 1959 — 7. јул 2019) је био грчки писац, издавач и активиста.

## Биографија
Рођен је 22. априла 1959. у Атини. Дипломирао је на Атинском универзитету економије и пословања. Основао је часописе Speak Out 1979, Anoichtí Póli (Open City) 1980—1993. и Diipetés (Sent by Zeus) 1991—2012. Објавио је часопис за мејл-арт Eínai Ávrio (It's Tomorrow) 1983—1986. Од 1970-их се залагао за аутохтоне народе, њихову традицију и национално достојанство. У почетку се фокусирао на америчке староседеоце, а касније и на наслеђе Старе Грчке. Године 1997. је био суоснивач Врховног савета етничких Грка (YSEE), непрофитне организације чији је примарни циљ заштита и обнова хеленске етничке религије у савременом грчком друштву. Радио је као генерални секретар од оснивања до краја свог живота. Године 1998. је био суоснивач Светског конгреса етничких религија. Године 2017. га је званично признала грчка влада која је својим верницима дала право да отворено верују, граде храмове, склапају бракове и сахране и уписују своја верска уверења у изводе из матичне књиге рођених. Аутор је двадесет и једне књиге историје и есеја од којих је седамнаест о Старој Грчкој, филозофских речника и две збирке поезије. Централне теме његових књига су модерно друштво које треба да доживи ново просветљење слично просветитељству у Европи у 18. веку и изражавање народа кроз сопствене традиције. Античко грчко гледиште је ставио у потпуну супротност са грчком православном црквом и Византијом. Његова уверења су припадала стоицизму. Преминуо је 7. јула 2019. године.